# Nádia Santolli
Nádia Santolli Di Domenico ou somente Nádia Santolli (Rio de Janeiro, 26 de dezembro de 1980) é uma cantora brasileira de música cristã contemporânea.

## Biografia
Começou sua carreira no ano de 2001, lançando o seu álbum de estreia intitulado  Nádia Santolli (álbum) pela gravadora Nancel Produções.
Com a sua repercussão no cenário gospel, lançou pela gravadora AB Records, seu 2° CD solo intitulado, Ganhar ou Perder, que obteve uma saída mais firme para o gospel, fazendo de vez, com que Nádia, se consagrasse positivamente no mercado gospel.
Em 2005, (depois de sair de forma amigável da AB Records) lançou pela gravadora MK Music seu primeiro álbum ao vivo, intitulado Antes do Sol Nascer, o qual lhe rendeu grande repercussão na mídia brasileira.
Em 2008, lança de forma independente seu quarto trabalho musical, intitulado Por Toda Parte, com produção feita pela própria cantora em parceria com integrantes da banda Quatro por Um.
Em 2010, a cantora assina contrato com a multinacional Sony Music Brasil e a gravadora relança então o álbum Por Toda Parte com novo encarte e uma música bônus.
Em 2017 após 9 anos em hiato, lançou um novo álbum, chamado O Seu Amor É Tudo, e distribuído pela Sony Music Brasil.

## Vida pessoal
No dia 18 de junho de 2011, Nádia se casa com o seu noivo Jackson Di Domenico na frente do Congresso Nacional com a permissão do Instituto do Patrimônio e Artístico Nacional e do presidente do senado José Sarney.

## Discografia
Álbuns
- 2000: Nádia Santolli
- 2003: Ganhar ou Perder
- 2005: Antes do Sol Nascer
- 2008: Por Toda Parte
- 2017: O Seu Amor É Tudo

## Participações em outros projetos
Coletânea da AB Records
- 2001: Eterno Amor - Faixa 6: No Amor de Deus

Ministério Unção Ágape
- 2005: Derrama Tua Glória - Faixa 6: Adoração Extravagante

Coletânea da MK Publicitá
- 2005: Janelas da memória - Faixa 11: Nossa Lagoa em Dias de Sol
- 2005: Clubinho MKids - Faixa 12: Parabéns pra você
- 2006: Batendo Um Bolão Com Cristo -  Faixa 1:  Hexacampeão
- 2006: Amo Você Vol.12 - Faixa 14: Impossível não te amar

## Indicações
Troféu Promessas
| Ano  | Categoria                        | Resultado |
| ---- | -------------------------------- | --------- |
| 2011 | "Melhor Clipe" - És tudo pra Mim | Indicada  |
| 2011 | "Melhor Cantora"                 | Indicada  |